# Cheyletidae
Cheyletidae zijn  een familie van mijten. Bij de familie zijn 75 geslachten met circa 440 soorten ingedeeld.